# Kurt Niederhagen
Kurt Niederhagen (Mettmann, febbraio 1915 – Portogruaro, 30 gennaio 1944) è stato un militare e aviatore tedesco che prestò servizio nella Luftwaffe durante la seconda guerra mondiale, venendo decorato con la Croce di Ferro di seconda classe. Asso dell'aviazione da caccia con 17 abbattimenti riconosciuti al suo attivo.

## Biografia

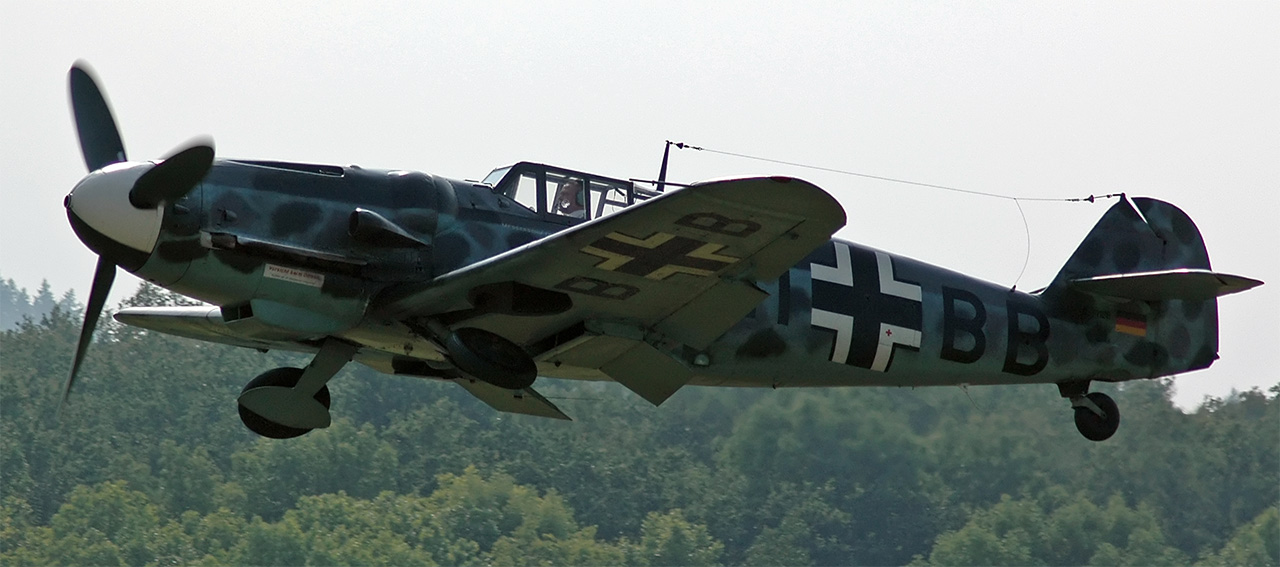
Un esemplare di Messerchmitt Bf 109G-6, con matricola civile, in fase di decollo.

Nacque a Mettnann nel febbraio 1915, dopo lo scoppio della seconda guerra mondiale lasciò la professione di orologiaio per arruolarsi nella Luftwaffe. In forza alla I Gruppe dello Jagdgeschwader 77 si distinse in Africa settentrionale, e in Tunisia,  venendo decorato con la Croce di Ferro di seconda classe. Dopo la firma dell’armistizio dell’8 settembre 1943, il suo reparto fu assegnato al settore del nord Italia, con il compito di intercettare sui cieli italiani i bombardieri alleati che andavano a bombardare obiettivi in Germania, Austria, Romania e sulla stessa Italia del nord, affiancando i reparti da caccia dell’A.N.R. della Repubblica Sociale Italiana.
Con il grado di Oberfeldwebel (maresciallo maggiore) decollò per l’ultima volta il 30 gennaio 1944, ai comandi di un caccia Messerschmitt Bf 109G-6, per intercettare i bombardieri della 15th Air Force americana, partiti dalla Puglia e diretti a colpire gli aeroporti di Lavariano, Campoformido, Villorba e Maniago. Mentre attaccava un quadrimotore americano Consolidated B-24 Liberator che aveva bombardato il campo d’aviazione di Lavariano, fu a sua volta attaccato, ed abbattuto, da due caccia Lockheed P-38 Lightning, rimanendo ucciso. A quell’epoca aveva al suo attivo 17 vittorie accertare. Il suo aereo precipitò al suolo presso il fondo agricolo detto Cason del Prete, nelle vicinanze di Portogruaro, affondando in profondità nel terreno. Il pilota venne dichiarato disperso, ma poi l’aereo e il corpo del suo pilota furono recuperati con una campagna di scavo effettuata dal Centro Studi e Ricerche Storiche "Silente Loquimur" nel 2007. La salma venne seppellita con tutti gli onori presso il Deutscher Soldatenfriedhof di Costermano, sul Lago di Garda alla presenza della figlia Hellen.

### Annotazioni
1. ↑  Allora di proprietà del signor Luciano Dazzan.
2. ↑  Lasciava a Mettmann la moglie Hertha e due figli piccoli, Kurt ed Hellen.

### Fonti
1. 1 2 3 4 5 6 7 8 9 10  Pagano 2008, p. 15.
2. 1 2 3 4 5 6 7 8  Giorgia Schiavon, Storia di guerra e di pietà. L’unica sconfitta dell’asso della Luftwaffe, La Nuova di Venezia e Mestre, Venezia, 7 novembre 2007.
3. ↑  Shores, Massimello 2016, p. 404.
4. ↑  Heaton, Lewis, Olds 2011, p. 267 , secondo altre fonti le vittorie accertate sono 13.
5. ↑  Lorenza Costantino, Storia, il cantiere fermato dalla Storia, L’Arena, Verona, 17 gennaio 2013.

### Periodici
- Giorgia Schiavon, Storia di guerra e di pietà. L’unica sconfitta dell’asso della Luftwaffe, in La Nuova di Venezia e Mestre, Venezia, novembre 2007.
- Dino Pagano, L’ultimo volo del Mar. Niederhagen, in Aerei nella Storia, n. 60, Parma, West Ward Edizioni, giugno-luglio 2008,  p. 15.